# Clint Bowyer
Pour les articles homonymes, voir Bowyer.
Statistiques en NASCAR Cup Series
Dernière mise à jour : 4 Mars 2020 
Clint Bowyer est un pilote américain de NASCAR Cup Series né le 30 mai 1979 à Emporia, Kansas.

## Carrière
Il a piloté la voiture no 7 sponsorisée par Jack Daniel's jusqu'à la fin de la Sprint Cup Series 2008.
En 2009, il a été sacré champion de la NASCAR Nationwide Series devant Carl Edwards en pilotant la voiture Chevrolet no 33 sponsorisée par Cheerios et BB&T. En 2010, il pilote la voiture Chevrolet no 33 de la Richard Childress Racing sponsorisée par Cheerios, Hamburger Helper et BB&T.
Clint Bowyer a décroché sa première victoire en NASCAR Sprint Cup lors de la première course du chase le 16 septembre 2007 à Loudon au New Hampshire Motor Speedway.
En 2012, il termine second du championnat Sprint Cup derrière Brad Keselowski après avoir remporté trois courses.
Les 4 années suivantes sont en revanche décevantes, sans la moindre victoire. Il se relance en 2017 en signant dans l'écurie Stewart-Haas Racing et remporte au volant de la Ford no 14 deux courses en mars et juin 2018.